# Wereldkampioenschappen wielrennen 2024 – Individuele tijdrit vrouwen elite
De individuele tijdrit voor vrouwen elite op de Wereldkampioenschappen wielrennen 2024 werd gehouden op 22 september. De 70 deelneemsters moesten een parcours van 29,9 kilometer van Gossau naar Zürich afleggen. De Australische Grace Brown veroverde, twee maanden na haar Olympische titel, de regenboogtrui. De Nederlandse Demi Vollering en de Amerikaanse Chloé Dygert vergezelden haar op het podium.
Tegelijkertijd werd ook de wereldkampioen in de beloftencategorie, voor rensters jonger dan 23 jaar, bepaald. De Duitse Antonia Niedermaier, de vierde uit de volledige rangschikking, was de beste belofte en kreeg zo ook een regenboogtrui uitgereikt.

## Uitslag
| Plaats | Naam                              | Tijd       |
| ------ | --------------------------------- | ---------- |
| Goud   | Grace Brown                       | 39'16,04"  |
| Zilver | Demi Vollering                    | + 16,79"   |
| Brons  | Chloé Dygert                      | + 56,42"   |
| 4      | Antonia Niedermaier               | + 1'05,10" |
| 5      | Lotte Kopecky                     | + 1'39,44" |
| 6      | Christina Schweinberger           | + 1'44,14" |
| 7      | Anna Henderson                    | + 1'44,39" |
| 8      | Ellen van Dijk                    | + 1'47,38" |
| 9      | Juliette Labous                   | + 1'51,68" |
| 10     | Amber Neben                       | + 2'20,33" |
| 11     | Brodie Chapman                    | + 2'26,81" |
| 12     | Mie Bjørndal Ottestad             | + 2'46,93" |
| 13     | Elena Hartmann                    | + 2'49,14" |
| 14     | Cédrine Kerbaol                   | + 2'49,41" |
| 15     | Franziska Koch Joelija Birjoekova | + 3'04,53" |
| 17     | Urška Žigart                      | + 3'06,43" |
| 18     | Paula Findlay                     | + 3'09,25" |
| 19     | Vittoria Guazzini                 | + 3'11,82" |
| 20     | Jasmin Liechti                    | + 3'16,79" |